# Haus Zum Kaiser von Österreich

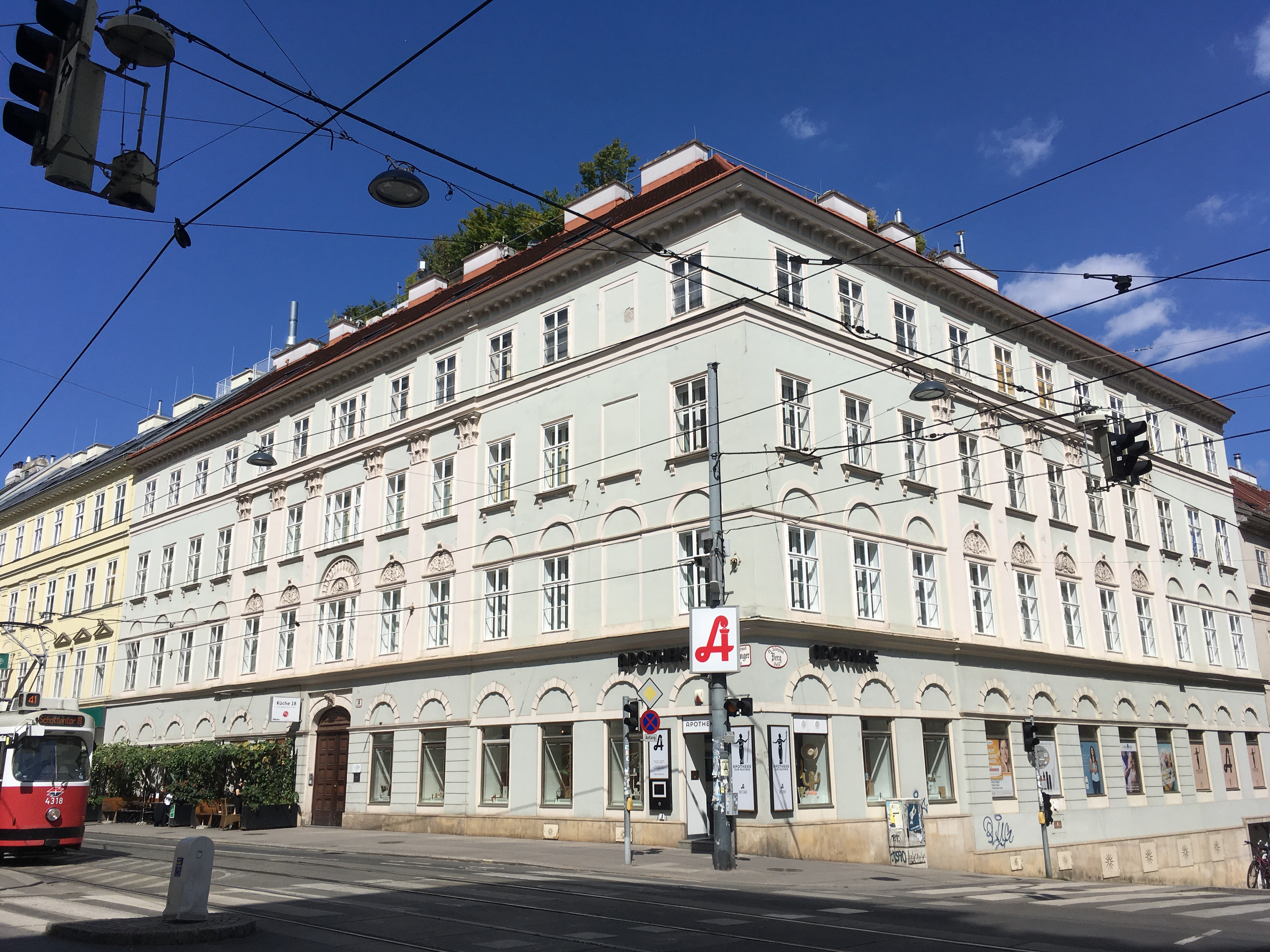
Haus „Zum Kaiser von Österreich“

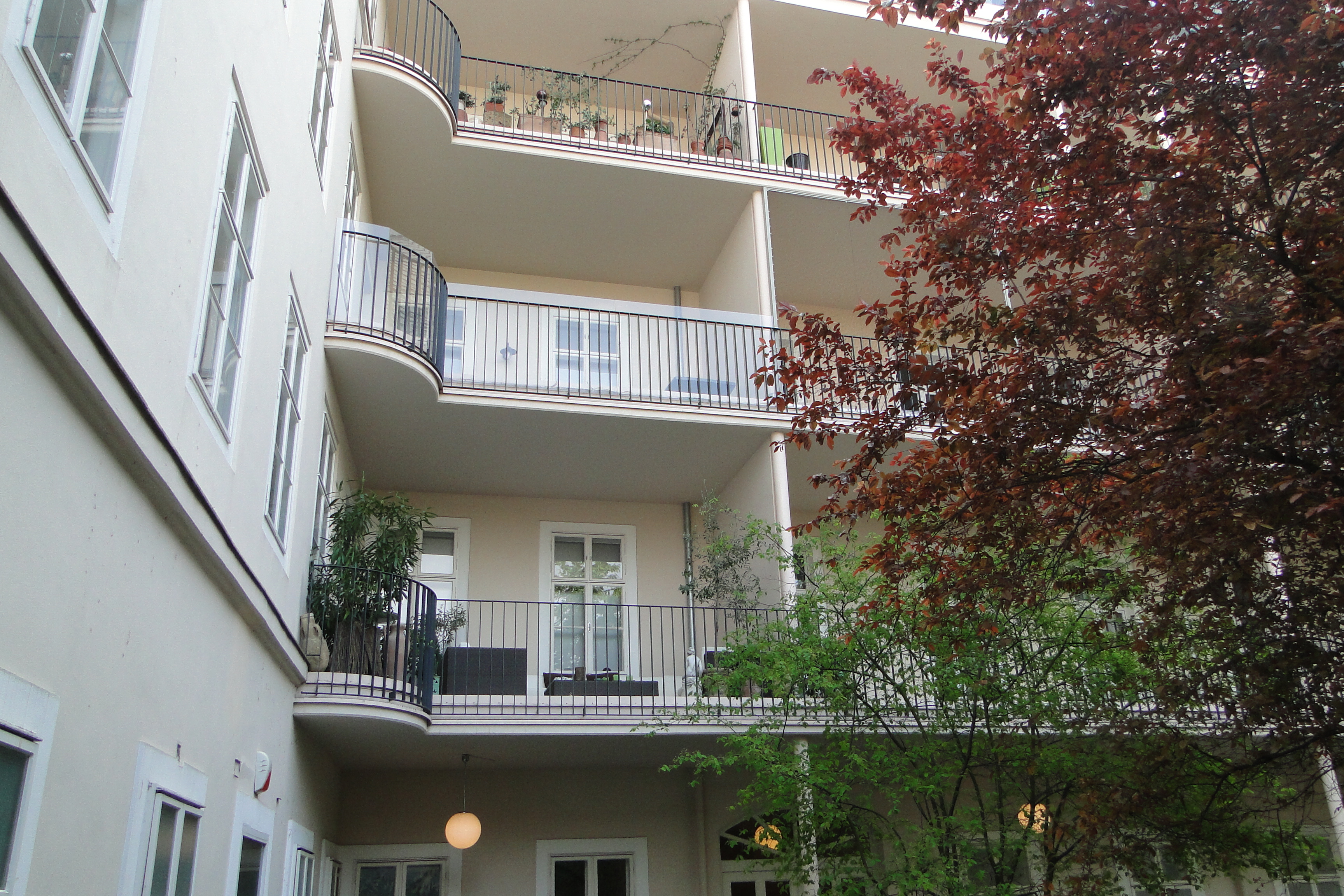
Hofseitige Loggien

Das Haus „Zum Kaiser von Österreich“ ist ein denkmalgeschütztes Gebäude (Listeneintrag) aus der Biedermeierzeit in der Währinger Straße 18 / Ecke Berggasse 1 im 9. Wiener Gemeindebezirk Alsergrund.

## Geschichte
Das vormärzliche Vorstadthaus „Zum Kaiser von Österreich“ wurde im Jahre 1826 von Ignaz Göll neben dem ehemaligen Palais Odescalchi aus 1825 erbaut (Berggasse 3) und 1845 von Peter Gerl adaptiert. Seit 1869 befindet sich darin die Apotheke zur Austria. Das Wandbild und der Brunnen im Garten wurden vom poetischen Surrealisten Helmut Kand gestaltet.

## Restaurierung
Im Zeitraum 2002/2003 wurde das Haus „Zum Kaiser von Österreich“ generalsaniert, wofür die Stadterneuerungsgesellschaft (SEG) den Stadterneuerungspreis erhielt. Im Zuge der Restaurierung wurden hofseitig Loggien angebaut.